# Isfrid Kayser
Isfrid Kayser   (Türkheim, 13 de març de 1712 - Kloster Untermarchtal, 1 de març de 1771) va ser un compositor, organista i membre de l'ordre premonstratense alemany en el període de transició del barroc al clàssic.

## Biografia
Isfrid Kayser era fill de l'organista i mestre d'escola Franciscus Kayser i de la seva dona Anna de Türkheim i va rebre la seva primera instrucció musical del seu pare. Va anar a l'escola a l'institut jesuïta de Múnic i més tard va ingressar a l'abadia premonstratense d'Obermarchtal com a novici; aquí va fer la seva professió el 25 de maig de 1732 i va celebrar la seva primacia el 19 de maig de 1737 (primer acte oficial de sacerdot). El monestir de Marchtaler era un dels monestirs de Suàbia, principalment monestirs premonstratencs i benedictins, en què la música era especialment important al segle XVIII; Des de la tardor de 1737 hi ha proves escrites del període creatiu de 15 anys d'Isfrid Kayser. Aviat va tenir la reputació de Cèsar entre els "fonascos" de Suàbia. Al cenobi esmentat fou nomenat director musical el 1741 i ocupà aquest càrrec durant uns deu anys. Des del 1750 va treballar com a rector dels pobles dels voltants, concretament per a Obermarchtal 1741–1743, Sauggart 1750 i 1761, Seekirch 1754–1758 i Kirchbierlingen 1758. El 1761 va tornar a Marchtal i hi va ser el 1763 Sub-prior. També hi ha constància d'una activitat temporal com a capellà i cooperant, almenys entre els anys 1764 i 1769, a la ciutat de Munderkingen (avui districte d'Alb-Donau). A la primavera de 1771, Kayser va morir al monestir de Marchtal.
En la seva gran fase creativa del 1737 al 1752, Kayser va escriure una sèrie de peces musicals-dramàtiques per al teatre escolar del monestir dels canonges agustins "zu den Wengen" d'Ulm, que tenien una gran actualitat en termes d'història contemporània; La majoria dels textos provenien del membre premonstratenc Gregor Trautwein (1711–1785). Els historiadors de la música sospiten que va viure com a convidat al monestir de Wengen d'Ulm durant un cert temps i que també va tenir contacte amb l'organista de la catedral, Conrad Michael Schneider. Kayser va fer contribucions musicals i dramàtiques al Col·legi Jesuita d'Augsburg el 1737, al "Premonstratensian Reichsstift Rot an der Rot" el 1743 i al 1746, a la Congregació Llatina Major del "Munich Jesuit College" el 1747, per les seves meditacions en dejú escenificades, així com per al Escena jesuïta a Dillingen, per al teatre de la ciutat de Biberach el 1755 i per al teatre del monestir local a Marchtal. Aquí, la vida escènica va ser configurada principalment pel poeta i germà dotat de la música de Kayser, Sebastian Sailer.
Quan Maria Antonieta i la seva comitiva es van allotjar al Reichsstift Rot de l'1 al 2 de maig de 1770 en el seu viatge nupcial de Viena a París, la mostra d'esplendor va arribar a un punt àlgid; aquí es va representar el poema de Sailer "Els millors sentiments dels cors de Suàbia" com a cantata. La part d'Isfrid Kayser en aquesta composició no és tan clara com la seva part en els molts altres Singspiele que es van representar a Marchtal en aquell moment. Tota la propietat del monestir amb tota la música, incloses les èpoques del Singspiele, va anar a la Casa Princesa de Thurn und Taxis després de la secularització el 1806.
Els germans d'Isfrid Kayser, Norbert (1708–1765), Baltasar (* 1710) i Konrad (1714–1769) també eren membres de l'ordre premonstratense o benedictí i van participar en moltes de les activitats d'Isfrid.

## Importància de Kayser
Isfrid Kayser ocupa una posició destacada entre els diversos compositors de la zona cultural catòlica del sud-oest alemany. Els monestirs premonstratencs d'influència francesa de Marchtal, "Rot an der Rot" i "Schussenried", així com el monestir benedictí Zwiefalten, van exercir una influència duradora en la història de la família Isfrid Kayser amb el seu impacte cultural a les ciutats i les comunitats rurals de l'Alta Suàbia i després de l'Austria. La seva obra de música eclesial d'alta qualitat es basa en gran part en l'exemple dels benedictins Valentin Rathgeber i Marianus Königsperger; els seus treballs van ser mediatitzats per l'editorial Augsburg Lotter. Kayser en segueix directament amb l'Opus 2, "Methodo facili, et moderna elaboratae". Königsperger posa Kayser seguit amb Franz Xaver Brixi i Jan Zach, les obres del qual desitgen "tota immortalitat".
Més que Zach, Kayser va preferir una uniformitat melòdica consistent. Amb això va aconseguir una homogeneïtat estilística i una cohesió formal, especialment en les figures orquestrals de les seves Vespres. Si Rathgeber se centra en les facilitats, brevitas i soavitas (facilitat d'execució, brevetat i so melòdic), la música d'església de Kayser es caracteritza per la gravitas (gran pes). En les seves tres parts de clavicèmbal, Kayser recull suggeriments rítmics de Conrad Michael Schneider, per exemple, el temps 5/8 del passepied de la seva Parthia I. Segons els estudiosos de la història de la música, aquestes parts podrien igualment haver "madurat sota el sol de François Couperin".